# Champsevraine
 Champsevraine  es una población y comuna francesa, en la región de Champaña-Ardenas, departamento de Alto Marne, en el distrito de Langres y cantón de Fayl-Billot.

## Demografía
| 1147 | 1042 | 1007 | 1004 | 953 | 902 |
| Para los censos de 1962 a 1999 la población legal corresponde a la población sin duplicidades (Fuente: INSEE [Consultar]) |      |      |      |     |     |